# Puchar Izraela w piłce siatkowej mężczyzn (2024)
Puchar Izraela w piłce siatkowej mężczyzn 2024 – 64. edycja rozgrywek o siatkarski Puchar Izraela zorganizowana przez Izraelski Związek Piłki Siatkowej (איגוד הכדורעף בישראל, IVA). Zainaugurowana została 24 lutego.
Rozgrywki składały się z ćwierćfinałów oraz turnieju finałowego. Brały w nich udział zespoły grające w Superlidze z wyjątkiem klubu VC Eilabun. We wszystkich rundach rywalizacja toczyła się w systemie pucharowym, a o awansie decydowało jedno spotkanie.
Turniej finałowy odbył się w dniach 15-17 marca w hali sportowej Enerbox w Haderze. Po raz dziesiąty Puchar Izraela zdobył klub Maccabi Yaadim Tel Awiw, który w finale pokonał Hapoel Galil Matte Aszer.

## System rozgrywek
Puchar Izraela w sezonie 2023/2024 składał się z ćwierćfinałów, półfinałów i finału. Nie był grany mecz o 3. miejsce.
We wszystkich rundach rywalizacja toczyła się w systemie pucharowym, a o awansie decydowało jedno spotkanie. Przed ćwierćfinałami i półfinałami odbyło się losowanie wyłaniające pary meczowe. Losowanie ćwierćfinałów miało miejsce 1 lutego, natomiast półfinałów – 29 lutego.

## Drużyny uczestniczące
| Superliga (8 drużyn)                | Superliga (8 drużyn) |
| ----------------------------------- | -------------------- |
| Hapoel Galil Matte Aszer            | finał                |
| Hapoel Ha-Mapil/Menasze/Emek Chefer | ćwierćfinał          |
| Hapoel Ironi Kirjat Atta            | półfinał             |
| Hapoel Jo’aw Kefar Sawa             | ćwierćfinał          |
| Hapoel SVA Rechowot                 | półfinał             |
| Maccabi Aszdod                      | ćwierćfinał          |
| Maccabi Mosinzon Hod ha-Szaron      | ćwierćfinał          |
| Maccabi Yaadim Tel Awiw             | zwycięstwo           |

## Rozgrywki

### Ćwierćfinały
| 24.02.2024 18:30 (UTC+2) | Hapoel Ha-Mapil/Menasze/Emek Chefer | 0:3 (19:25, 14:25, 15:25) raport raport 2 | Hapoel Galil Matte Aszer | Centrum Sportowe Regionu Menasze, En Szemer Sędziowie: Tiran Szajno i Majed Abu Szakra |

| 24.02.2024 19:00 (UTC+2) | Maccabi Mosinzon Hod ha-Szaron | 0:3 (19:25, 19:25, 23:25) raport raport 2 | Maccabi Yaadim Tel Awiw | Hala sportowa przy szkole średniej Mosinzon, Hod ha-Szaron Sędziowie: Rawid Peer i Itaj Szikman |

| 24.02.2024 19:00 (UTC+2) | Maccabi Aszdod | 2:3 (23:25, 19:25, 25:18, 25:17, 12:15) raport raport 2 | Hapoel Ironi Kirjat Atta | Hala sportowa przy szkole średniej Makif Z, Aszdod Sędziowie: Rewa Dor i Roj Goren |

| 24.02.2024 20:30 (UTC+2) | Hapoel Jo’aw Kefar Sawa | 1:3 (25:17, 21:25, 18:25, 22:25) raport raport 2 | Hapoel SVA Rechowot | Hala sportowa przy szkole im. Bar-Lewa, Kefar Sawa Sędziowie: Michal Rozenblum i Or Rosz |

### Turniej finałowy

#### Półfinały
| 15.03.2024 13:40 (UTC+2) | Hapoel SVA Rechowot | 0:3 (15:25, 8:25, 16:25) raport raport 2 | Maccabi Yaadim Tel Awiw | Hala sportowa Enerbox, Hadera Widzów: 80 Sędziowie: Szlomi Musztari i Majed Abu Szakra |

| 15.03.2024 16:00 (UTC+2) | Hapoel Ironi Kirjat Atta | 0:3 (18:25, 15:25, 17:25) raport raport 2 | Hapoel Galil Matte Aszer | Hala sportowa Enerbox, Hadera Widzów: 150 Sędziowie: Christophe Forrel i Roj Bensimon |

#### Finał
| 17.03.2024 21:00 (UTC+2) | Maccabi Yaadim Tel Awiw | 3:1 (25:17, 25:22, 21:25, 25:21) raport raport 2 | Hapoel Galil Matte Aszer | Hala sportowa Enerbox, Hadera Widzów: 800 Sędziowie: Malek Butto i Ja’el Dotan |